# Виджиейекун, Гемачандра Викрама Джерард
Гемачандра Викрама Джерард Виджиейекун (англ. Hemachandra Wickrama Gerard Wijeyekoon, 25 июля 1911 года — апрель 1969 года) — генерал и дипломат, второй командующий армией Цейлона (был в данной должности с 1960 по 1963 годы). После службы в армии занимал должность верховного комиссара Цейлона в Пакистане и посла в Италии.

## Ранние годы и образование
Он был старшим сыном сэра Джерарда Виджиейекуна, бывший президент Сената Цейлона и Леди Виджиейекун. Учился в колледже Св. Иосифа в Коломбо и в Оксфордском университете получает звание бакалавра искусств. Позже он стал адвокатом Верховного суда Цейлона и был сотрудником землеустройства.

## Военная карьера
Он начал службу в качестве второго лейтенанта в Лёгкой пехоте Цейлона в 1935 году. С началом Второй мировой войны и мобилизацией Цейлонских сил обороны начал действительную военную службу, став капитаном в 1940 году. Он вместе с 3-м батальоном легкой пехоты был отправлен на тактические учения в Индию. В 1942 году он получил звание майора и подполковника в 1944 году, взяв под командование батальон Лёгкой пехоты Цейлона. После войны он был демобилизован в 1946 году.
После обретения независимости Цейлона в 1948 году премьер-министр Д.С. Сенанаяке выбрал подполковник Виджиейекуна в качестве секретаря главного кнута в палате представителей.
С образованием армии Цейлона в 1949 году, подполковник Виджиейекуна попал в регулярную армию в 1950 году. Он стал командиром 1-го батальона пехотного полка Цейлона, который вскоре стал 1-го батальоном Лёгкой пехоты Цейлона, и он пошел дальше, став первым командиром полка. За это время он начал традицию тостов за родину или королевского арака. В январе 1954 года он занял должность начальника штаба армии Цейлона и был повышен в звании до полковника в 1954 году, став командиром Целевой группы по борьбе с незаконной иммиграцией и был назначен первым командиром Цейлоских резервных сил (с 1956 по 1959 год). Несколько раз в течение этого периода он был исполняющим обязанности командующего армией. В 1959 году он был повышен до бригадира, а в 1960 году — до генерал-майора, став командующим армией Цейлона. Во время своей службы он представлял сингалов во время парадов и сформировал Армейский ансамбль Хевиси, играющий восточную музыку. Он уволился из армии в 1963 году, после попытки государственного переворота 1962 года, хоть и не был в нём замешан.
За службу в армии он стал офицером Ордена Британской империи (военный отдел) и получил Efficiency Decoration за службу в резерве. За военную службу он получил War Medal 1939–1945, а за службу в армии Цейлона en:Ceylon Armed Services Long Service Medal, коронационную медаль королевы Елизаветы II и медаль открытия вооруженных сил Цейлона.

## После службы в армии
После своей отставки он был назначен Верховным комиссаром Цейлона в Пакистан, с одновременной аккредитацией в Иране. После этого он был послом Цейлона в Италии, по совместительству в Греции. Во время своего пребывания в Италии он попал в автокатастрофу. Его торжественные военные похороны прошли в Коломбо.

## Семья
Он был женат на Оливии Викрамасингх, у них было двое сыновей и дочь.